# ショックカノン
ショックカノンは、アニメ「宇宙戦艦ヤマトシリーズ」に登場する架空の兵器。

## 概要
西暦2199年建造の、宇宙戦艦ヤマトの主砲に採用されたことを皮切りに、地球防衛軍の戦闘艦艇の標準艦載砲となった火砲である。日本語表記は「衝撃砲」、あるいは「衝撃波砲」。敵艦を一撃で粉砕し得るほどの破壊力をもつ。その弾道に特徴があり、砲身から打ち出された衝撃波エネルギーが、螺旋を描くように絡み合いながら進んでいく。発射方式はエネルギー伝導式、後にエネルギーカートリッジ式となる。なお、波動カートリッジ弾使用時には装填シーンが描かれることが多い（『ヤマトよ永遠に』『宇宙戦艦ヤマト 完結編』）が、通常砲撃の際にはほとんど省略される（『宇宙戦艦ヤマトIII』第19話でのみ確認可）。
弾道の色は『ヤマト』では緑、『さらば』では黄色、『ヤマト2』以降は水色で概ね統一されている。
なお、設定によるとヤマトの主砲の製造会社は南部重工業大公社であり、砲塔内には銘板も存在する。
石津嵐の小説版では、ヤマトの「主砲」はあくまで波動砲であり、甲板の砲塔はカリフォルニウム核弾頭を発射する副砲とされていて、まったく異なる兵器となっている。

## 劇中での描写・設定
宇宙戦艦ヤマト
地球防衛軍艦艇で、ショックカノンを搭載しているのはヤマトのみである。砲塔1基あたりの要員数は3名。照準・発射に関しては、砲塔内での操作のみならず第一艦橋の艦長席や戦闘指揮席でも操作できる。
最初の発射は第2話においてヤマト始動直後に沖田艦長の「主砲全自動射撃」の号令一下、戦闘班長古代が第一艦橋の砲術長席から各砲塔照準をリモートで行い(全自動とはオートマチックではなくオートメイティッド=無人の意。始動時点で各砲塔が無人だったことによる)、艦長沖田が自席の発射スイッチによって発砲、襲撃してきたガミラスの高速空母を一撃で葬り去る。また、第3話では、ヤマト発進を阻止するために撃ち込まれた超大型ミサイルを全砲門の斉射で粉砕し、ヤマトの主砲として強力な破壊力を見せる。
本作では、ヤマトが戦闘を極力避けているために対艦戦闘シーン自体が少なく、ショックカノンは主に対空・対ミサイル迎撃に用いられることが多い。
ガミラスでも、宇宙重戦車が「衝撃波砲」と呼ばれる火砲を保有しているが、ショックカノンとの関連性についての設定はない。
また、砲がカートリッジ化されたのは『永遠に』以降だが、本作では第9話において、副砲が実体弾（反重力感応機を収めたカプセル）を発射している描写がある。なお、その際には砲身が上下だけでなく左右方向にも若干動かせるということが描写されている。
さらば宇宙戦艦ヤマト 愛の戦士たち / 宇宙戦艦ヤマト2
ヤマトのみならず、地球防衛軍艦艇の標準艦載砲として採用されている。『ヤマト2』の設定では、最新鋭艦であるアンドロメダの主砲はヤマトの波動砲と同等の射程距離を持っており、ヤマトの主砲も改装工事により射程距離が延伸されている。
ヤマトは言うに及ばず、その他の地球艦でも直撃さえさせれば、白色彗星帝国軍の大戦艦クラスも一撃で撃破可能である。
白色彗星帝国でも、大戦艦が「衝撃砲」と呼ばれる火砲を保有しているが、本項目で述べている衝撃砲との関連性は無い。
宇宙戦艦ヤマト 新たなる旅立ち
本作においても、暗黒星団帝国軍の護衛艦を2隻同時に貫通するなど破壊力の高さを示す描写は健在だが、旗艦プレアデスに対しては何らダメージを与えられていない。これは、艦船に対する砲撃でヤマトの主砲が通用しなかった最初の例である。
ヤマトよ永遠に
対暗黒星団帝国戦役時の大改装において、主砲のエネルギーはカートリッジ化され、砲塔部分は大幅な改造が施されている。従来、砲室の下は直接回転ターレット室のみであったが、この改造により砲室の直下に揚弾室や蓄弾庫（カートリッジプール）、弾薬庫などが設けられ、さらに砲身から波動エネルギーを充填した「波動カートリッジ弾」の発射も可能となっている。砲塔内要員も4名に増員されている。
宇宙戦艦ヤマトIII
主砲自体に前作からの変更点はない。主砲塔配置要員として、新キャラクターの坂巻浪夫と仁科春夫が登場し、主砲塔内の描写が増えている。
宇宙戦艦ヤマト 完結編
対ディンギル帝国戦役時、主砲には再び改造が施された。内部で目立つ変更点は、砲手の前面に3枚の透明プロテクターが追加されたことである。要員は4名のままだが、キャップ席（坂巻浪夫の席）がなくなり、各砲塔キャップは立ったままで指揮を執ることとなった。
砲塔内部での直接操作と第一艦橋からの操作以外にも、新たに設置された「射撃管制室」からの統括制御が可能となっている。また、新しいオプション弾である「コスモ三式弾」も開発されている。
宇宙戦艦ヤマト 復活篇
再建の際に大幅に改修が加えられ、カートリッジ式からエネルギー伝導式に戻された。また、要員も3名に戻っている。
ヤマトの主砲は各門の発射タイミングがずれる発砲描写となっているが、他艦もシーンによっては発射タイミングがずれている。

## 『YAMATO2520』での描写・設定
名称が「プラズマショックカノン」となっており、文字通りエネルギーがプラズマ化されている。地球連邦艦艇の主兵装で、18代YAMATOも装備している。
ビームの色は青みがかった白。地球連邦艦艇のショックカノンはセイレーン艦に対して若干威力不足な描写があるが、18代YAMATOのショックカノンは斉射でセイレーン艦数十隻を吹き飛ばすほどの威力になっている。
砲塔の形状は薄い板のような形状になっており、個別で動く砲身はない。また、17代YAMATOの砲塔形状は『復活篇』以前の時代に似ているが、砲身が円柱状ではなく四角柱状となっており、内側にライフリングもない。

## 『SPACE BATTLESHIP ヤマト』での描写・設定
地球艦艇の主兵装で、ヤマト以前の艦艇にも標準搭載されている。当初は旧世代艦のショックカノンもガミラス艦に通用していたが、ガミラスは戦闘の度に学習して艦艇を強化していき、劇中序盤の火星会戦時には傷一つ付けられなくなっていた。しかし、ヤマトに搭載されたものは波動エンジンの高出力により威力が大幅に上昇し、ガミラス空母を数発で撃沈するほどになった。
ショックカノンのビームの色は、旧世代艦に搭載されていたものが黄色、ヤマトに搭載されていたものが白となっている。ヤマトのショックカノンは発射時に爆炎のようなものが噴出し、ビームは原作同様捻れて束になる。
なお、本作でのヤマトのショックカノンは主砲のみで、副砲はパルスカノンと呼ばれるものである。

## リメイクアニメシリーズでの描写・設定
『宇宙戦艦ヤマト』のリメイク作品である『宇宙戦艦ヤマト2199』を初作とする本アニメシリーズでは、正式名称が「陽電子衝撃砲」になっている。ビームは波動エンジンからのエネルギー供給による陽電子ビームとなっており、波動エンジン停止中はほとんど撃てなくなる。ビームの色は水色で、旧作同様発射した後3本が螺旋状に束になる。ただし、目標との距離が近い場合は束になる前に命中することもある。
ガミラスの巡洋艦程度のスケールの艦なら一撃で撃沈する威力を持つが、『2199』第15話でドメラーズIII世を砲撃した際には堅牢な正面装甲に弾かれてしまっている。

### 劇中での描写・設定（リメイクアニメ）
宇宙戦艦ヤマト2199
ヤマト以前の金剛型宇宙戦艦と村雨型宇宙巡洋艦が西暦2190年後半の改修の際に試験的に単装固定砲として艦首に搭載した砲であり、エネルギー不足で砲口数・口径ともに寡少であり連続射撃もできなかったが、射撃機構に波動エネルギーを利用することにより、ヤマト搭載時に小型化・砲塔搭載化・多連装化を実現できた兵器とされている。
なお、ヤマト以外の艦の陽電子衝撃砲を「ショックカノン」と称している公式資料は確認できない。また、アニメ本編中で旧型艦が陽電子衝撃砲を発射するシーンは無い(漫画版では、回想シーンにおいてではあるが、旧型艦が陽電子衝撃砲を発射する)。
宇宙戦艦ヤマト2202 愛の戦士たち
戦後に新造された旧世代艦が、次元波動エンジンを搭載できるように設計を改良されており、陽電子衝撃砲を標準装備するようになっている。
また、新世代艦であるアンドロメダ級とドレッドノート級には「収束圧縮型衝撃波砲」という改良型が搭載されている。この砲は、ビームジェネレーターが大型化され、さらに砲身途中に陽電子収束器を設置しており、陽電子衝撃砲よりもビームの破壊力と連射速度が向上していると設定されている。
「宇宙戦艦ヤマト」という時代 西暦2202年の選択
『2199』の前史も描かれる本作では、第二次火星沖海戦のエピソードにおいて、キリシマと村雨型の艦首陽電子砲の発射シーンがあり、デストリア級2隻とケルカピア級1隻を一撃で轟沈させている。この際、機関の出力が足りずチャージに時間がかかるために、危険な敵前会頭を行わざるを得ないことに加えて、機関の全エネルギーを陽電子衝撃砲のチャージに回さざるを得ないために、主機関を停止して慣性航行とし、移動は姿勢制御スラスターの噴射でしか行えないという描写がされており、陽電子衝撃砲の発射は、波動エンジン以前の地球製機関搭載艦にとって、ヤマトにおける波動砲の発射と同じようなものであることが示されている。

## 派生兵装

### 波動カートリッジ弾
『ヤマトよ永遠に』『宇宙戦艦ヤマトIII』『宇宙戦艦ヤマト 完結編』に登場するオプション弾。主砲のカートリッジに波動砲の100分の1の威力分の波動エネルギーを充填している。

### 三式融合弾
『宇宙戦艦ヤマト2199』から始めるリメイクアニメシリーズ作品に登場する実体砲弾。通称「三式弾」。ヤマトの第一・第二主砲および第一副砲が、ショックカノンの代わりに発射可能。製造は南部火工株式会社。
発射は燃焼薬莢方式であり、エネルギーの大量供給は必要としないため、波動エンジン停止中などエネルギーを供給できない状況などでも発射可能。また、重力下での曲射弾道射撃を行う際や、通常ビーム兵器が無効化されてしまう空間での砲撃時など、ビーム兵器に比べて優位性に優れる状況下でも使用される。砲弾には時限信管をセットすることも可能であり、それにより時間差攻撃もできる。ただし、射程はショックカノンよりも短い。
艦後部の第三主砲および第二副砲は直下に航空機格納庫が位置して給弾室を確保できないため、実体弾は発射不可。ただし、第三主砲と第二副砲も空砲を撃つことは可能であり、第21話の宇宙葬において第二副砲が弔砲を撃っている。
名前は由来は大日本帝国海軍の対空砲弾「三式弾」で、語呂の良さから名付けられた。劇中年代が「三」とは無縁な西暦2199年のため、時限信管の有無や炸薬の種類が異なる「一式弾」「二式弾」が存在していると理屈付けされている。実在の「三式弾」は対空用の「榴散弾」の一種であるが、三式融合弾は「徹甲榴弾」に近い描写の対艦・対地用と「榴散弾」に近い描写の対空用の2種類があり、劇中では主に対艦・対地用が使用されている。対空用は、小説版『2199』の七色星団海戦時に敵第二次攻撃隊の迎撃に使用されているほか、アニメでは『星巡る方舟』においてガトランティスの攻撃機を迎撃する際に使用され、「榴散弾」としての描写が描かれた。
ガミラス側は「砲弾」を撃ち出すような武装を使用しておらず、『2199』第25話における亜空間回廊内での戦闘でデウスーラII世が三式弾による攻撃を受けた際、同艦のオペレーターが「砲弾」による攻撃に驚愕しており、デスラーはそんな攻撃を行なうヤマト（の乗組員）を「野蛮人」と侮蔑している。また、むらかわみちおの漫画版でのメ2号作戦において反射衛星砲を攻撃する際、シュルツはヤマトが地平線の向こうにいるため、基地がヤマト側の射界に入っていないと考えていたが、三式弾による曲射弾道射撃によって反射衛星砲が破壊されたことを知り、「そんな原始的な兵器で！」と驚愕している。
ガミラスから蛮族と蔑まれるガトランティス人にも実弾砲撃は常識外のことであるようで、『星巡る方舟』の小説版ではダガームも驚いている。

## 発射音
ショックカノンを特徴付けるものとして、その発射音がある。ヤマトの効果音はシリーズの重要要素の1つであり、ショックカノンの発射音は波動砲と並び代表的な音として取り上げられることがある。
第1作にはショックカノン以外に、第2話において戦艦大和の主砲発射シーンがある。ショックカノンの音はそのシーンでの音との対比で考えられており、効果音を担当した柏原満はヤマトが大和の改造という設定を踏まえ、大和とは異なりつつも似ている音を心掛けたという。最初の音はどちらもほぼ同じだが、ショックカノンはその後宇宙空間を切り裂いていくというイメージの音を加えている。大和の主砲発射音は、『2199』では三式弾の発射音として使用され、ショックカノンとで使い分けがなされている。